# Seoul Open 1989
Il Seoul Open 1989 è stato un torneo di tennis giocato sul cemento. È stata la 3ª edizione del torneo, che fa parte del Nabisco Grand Prix 1989. Si è giocato a Seul in Corea del Sud dal 10 al 17 aprile 1989.

## Campioni

### Singolare maschile
Robert Van't Hof ha battuto in finale  Brad Drewett con il punteggio di 7–5, 6–4

### Doppio maschile
Scott Davis /  Paul Wekesa hanno battuto in finale  John Letts /  Bruce Man Son Hing con il punteggio di 6–2, 6–4